# Rhimphoctona lucida
Rhimphoctona lucida är en stekelart som först beskrevs av Clement 1924.  Rhimphoctona lucida ingår i släktet Rhimphoctona och familjen brokparasitsteklar. Inga underarter finns listade i Catalogue of Life.